# 関口芭蕉庵

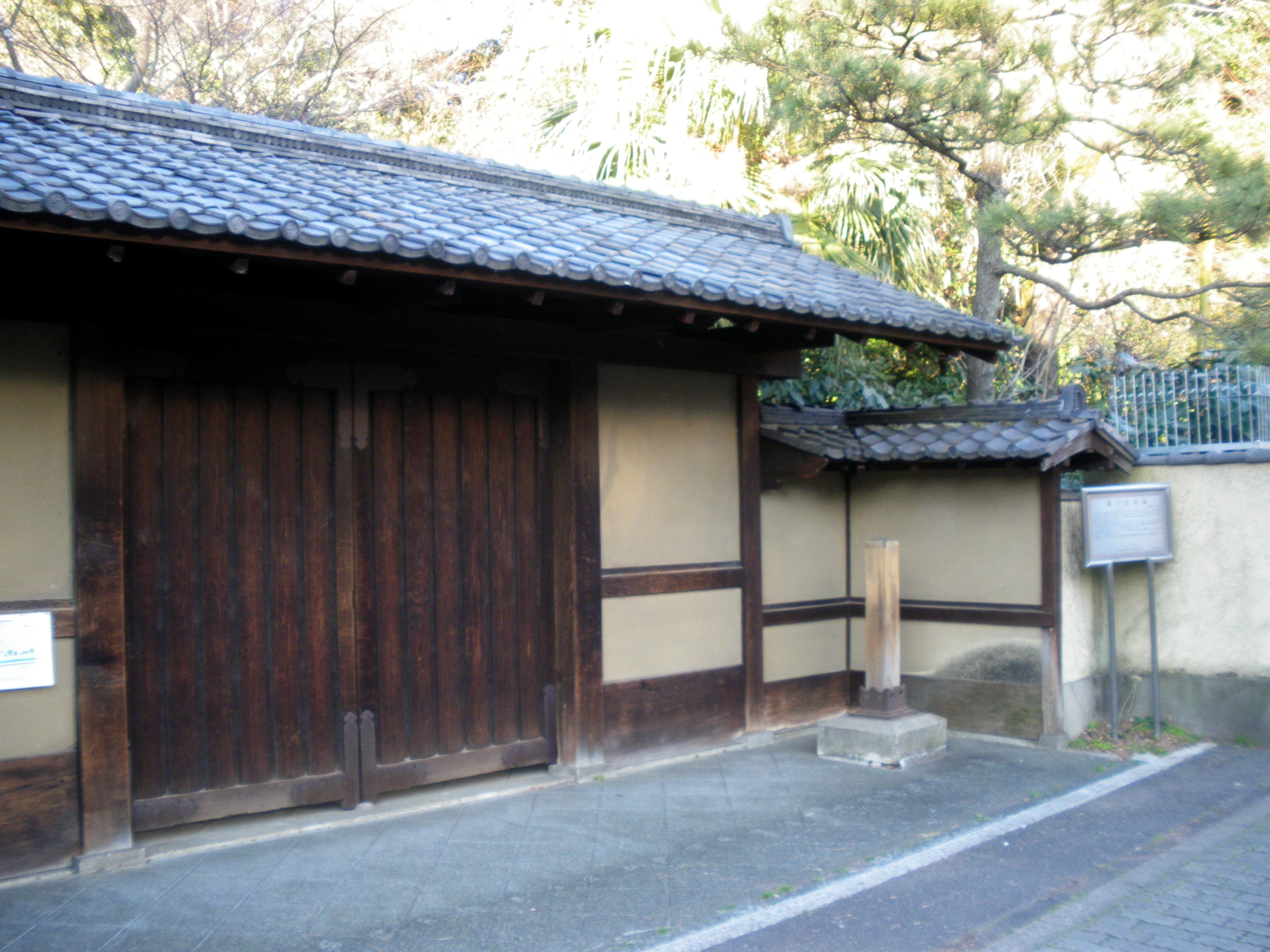
関口芭蕉庵正門。

関口芭蕉庵（せきぐちばしょうあん）は、東京都文京区関口にある史跡。かつて松尾芭蕉が神田上水の改修工事に携わった際に住んでいた住居跡が元になっている。敷地内は芭蕉堂や庭園、池などからなっている。

## 歴史
松尾芭蕉が二度目に江戸に入った後に請け負った神田上水の改修工事の際に1677年（延宝5年）から1680年（延宝8年）までの4年間、当地付近にあった「竜隠庵」と呼ばれた水番屋に住んだといわれているのが関口芭蕉庵の始まりである。後の1726年（享保11年）の芭蕉の33回忌にあたる年に、「芭蕉堂」と呼ばれた松尾芭蕉やその弟子らの像などを祀った建物が敷地に作られた。その後、1750年（寛延3年）に芭蕉の供養のために、芭蕉の真筆の短冊を埋めて作られた「さみだれ塚」が建立された。また「竜隠庵」はいつしか人々から「関口芭蕉庵」と呼ばれるようになった。
1926年（大正15年）には東京府（現:東京都）の史跡に指定された。また芭蕉二百八十回忌の際に園内に芭蕉の句碑が建立された。芭蕉庵にある建物は第二次世界大戦による戦災などで幾度となく焼失し現在のは戦後に復元されたものである。現在では講談社・光文社・キングレコードらが中心となって設立された「関口芭蕉庵保存会」によって維持管理されており、池や庭園などもかつての風情を留めた造りとなっている。

## 所在地・開園時間
- 所在地　東京都文京区関口2-11-3
- 開園時間　10時00分～16時30分
- 休園日　月・火曜日、年末・年始
- 入園料　無料

上記出典:
なお普段は正門は閉ざされているので、出入りは横の通用口からとなっている。

## 交通アクセス
- 東京メトロ東西線早稲田駅より徒歩15分
- 東京メトロ有楽町線江戸川橋駅より徒歩15分
- 都バス白61「目白台三丁目」より徒歩6分
- 文京区コミュニティバスBーぐる（目白台・小日向ルート）「10番：ホテル椿山荘東京」「11番：目白台一丁目」

上記出典:

## 周辺施設
- 椿山荘
- 肥後細川庭園
- 永青文庫
- 和敬塾
- 蕉雨園
- 講談社野間記念館
- 江戸川公園